# Brycea itatiayae
Brycea itatiayae är en fjärilsart som beskrevs av Hans Zerny 1924. Brycea itatiayae ingår i släktet Brycea och familjen björnspinnare. Inga underarter finns listade i Catalogue of Life.